# 巴基斯坦标准时间
巴基斯坦标准时间是巴基斯坦的标准时间，时区上属於东五区，比协调世界时早5小时。2002年起该国开始采用夏令时以节省电力，夏令时间比协调世界时早6小时，但这一制度隨即引发争议，遭到公众抵制，同年内便被取消。2007至2008年，巴基斯坦遭遇能源危机，电力短缺，该国政府于2008年再次开始采用夏令时，但依旧被公众抵制，因此夏时制于2010年再次被取消。

## 外部連結
- 巴基斯坦時間 （页面存档备份，存于）